# Shahed 131
El Shahed 131, o Geran-1 en el caso de los aparatos en servicio con Rusia, es un Vehículo aéreo de combate no tripulado iraní de tipo kamikaze —también conocido como munición merodeadora— que se hizo muy conocido en octubre de 2022 durante la invasión rusa de Ucrania. Está propulsado por un motor Wankel modelo Shahed-783/788. Su ojiva pesa 15 kg y su alcance es de unos 900 km.

## Descripción
Está propulsado por un motor Wankel modelo Shahed-783/788. La compañía Janes Information Services (una empresa global de inteligencia de código abierto que se especializa en temas militares, de seguridad nacional, aeroespaciales y de transporte) creó un resumen técnico detallado del dron. Su ojiva pesa unos 15 kilogramos y su alcance máximo es de 965,6 kilómetros.
El Shahed-131 funciona con el motor Serat-1 Wankel, que es una copia del motor Beijing Micropilot UAV Control System Ltd MDR-208 Wankel. Un motor de este tipo se utilizó en el dron que atacó Abqaiq y Khurais en 2019, el dron fue remitido a la Secretaría de la ONU como parte de las investigaciones por el posible incumplimiento por parte de Irán de la Resolución 2231.
Se descubrió que la unidad de control de vuelo Shahed-131 puede conectarse con los satélites Iridium, lo que en teoría permite alterar la ruta de vuelo en pleno vuelo. El controlador de vuelo tiene un sistema de navegación inercial de respaldo por giroscopio MEMS. Sus instrucciones principales se derivan de una unidad GPS comercial.
El Shahed 131 se distingue visualmente de otros drones similares por tener estabilizadores verticales que se extienden solo hacia arriba desde los extremos de las alas, mientras que en el Shahed 136 más grande se extienden tanto hacia arriba como hacia abajo.
También existe una versión simplificada llamada Geran-3, donde el motor diésel ha sido reemplazado por un motor de dos cilindros de gasolina DLE-60.

## Operadores
- Irán
- Rusia (como Geran-1)
- Hutíes[16]

## Historial de combate
La primera utilización en combate de este tipo de dron fue en la península arábiga cuando los rebeldes hutíes lo utilizaron para atacar objetivos saudíes. Posteriormente, se utilizó en la invasión rusa de Ucrania en 2022, bajo el nombre de Geran-1.